# Marlee Matlin
Marlee Beth Matlin (Morton Grove, Illinois, 24 de agosto de 1965) es una actriz estadounidense sorda ganadora de un Premio de la Academia.

## Biografía
Nacida en Morton Grove (Illinois), hija de una pareja judía, Don y Libby Matlin. A la edad de 18 meses perdió gran parte de su capacidad auditiva a causa de un ataque de roséola infantil. Perdió toda capacidad auditiva en el oído derecho y el 80 % en el izquierdo.[cita requerida]

## Carrera
Hizo su debut a la edad de 7 años, en el papel de Dorothy en la versión de El mago de Oz que realizó en un grupo infantil de teatro, y continuó apareciendo en otras obras a lo largo de su niñez.
Su debut cinematográfico fue con la película Children of a Lesser God (1986), que le proporcionó el Globo de Oro a la mejor actriz dramática y el Óscar a la mejor actriz. 
Interpretó el papel principal en la serie de televisión Reasonable Doubts (1991-1993), y ganó una nominación al Emmy por su participación en la serie Picket Fences.
También ha tenido papeles en las series El ala oeste de la Casa Blanca, Desperate Housewives, Seinfeld y Ley y Orden: Unidad de Víctimas Especiales. Por estas dos últimas, ganó una nominación al premio Emmy en 1994 y 2004 respectivamente.
Está implicada con varias organizaciones de carácter caritativo, incluyendo Children Affected by AIDS Foundation (fundación para niños afectados por el SIDA), Elizabeth Glaser Pediatric AIDS Foundation (fundación Elizabeth Glaser para el sida pediátrico), Starlight Children’s Foundation o Red Cross Celebrity Cabinet, entre otras.
En 1996 apareció en la película Fiesta de despedida. En 2002 publicó su primera novela, Deaf Child Crossing, que está vagamente basada en su niñez. En 2004, participó como actriz protagonista de la controvertida película ¿¡Y tú qué sabes!? en el papel de Amanda. En 2007 apareció en la cuarta temporada de la serie The L word, encarnando a Jody Lerner, una artista y profesora de Artes en la Universidad de California, es sorda y siempre va acompañada de su intérprete Tom. Trabaja en la facultad donde es decana Bette.
En 2007 también realizó un papel en la serie Me llamo Earl, donde interpretaba a Ruby Whitlow, la abogada sorda de Joy. A partir de 2011 trabajó en la serie Cambiadas al nacer, donde interpretó el papel de Melody, orientadora y entrenadora de baloncesto en un colegio para sordos. Ese mismo año fue una de las finalistas de la 11 edición de The Apprentice, donde recaudó más de un millón de dólares para The Starkey Hearing Foundation.
En 2021 actuó en CODA, interpretando a una sorda madre de una hija adolescente cantante.

## Vida personal
El 29 de agosto de 1993, Matlin se casó con un policía católico llamado Kevin Grandalski con el que tiene cuatro hijos: Sarah Rose (1996), Brandon (2000), Tyler (2002) e Isabelle Jane (2003).

## Premios y distinciones
Premios Óscar
| Año  | Categoría    | Película                 | Resultado |
| ---- | ------------ | ------------------------ | --------- |
| 1987 | Mejor Actriz | Children of a Lesser God | Ganadora  |

Globos de Oro
| Año  | Categoría                           | Película                 | Resultado |
| ---- | ----------------------------------- | ------------------------ | --------- |
| 1993 | Mejor Actriz de serie de TV - Drama | Reasonable Doubts        | Candidata |
| 1992 | Mejor Actriz de serie de TV - Drama | Reasonable Doubts        | Candidata |
| 1987 | Mejor Actriz - Drama                | Children of a Lesser God | Ganadora  |

Premios Emmy
| Año  | Categoría                                      | Serie                                      | Resultado |
| ---- | ---------------------------------------------- | ------------------------------------------ | --------- |
| 2004 | Mejor Actriz invitada de serie de TV - Drama   | Ley y Orden: Unidad de Víctimas Especiales | Nominada  |
| 2000 | Mejor Actriz invitada de serie de TV - Drama   | The Practice                               | Nominada  |
| 1994 | Mejor Actriz invitada de serie de TV - Comedia | Seinfeld                                   | Nominada  |
| 1994 | Mejor Actriz invitada de serie de TV - Drama   | Picket Fences                              | Nominada  |